# Marie Amachoukeli
Marie Amachoukeli (Paris, 16 de julho de 1979) é uma cineasta e roteirista francesa.